# Osman Bey
Pour les articles homonymes, voir Osman Bey (essayiste) et Bey.
Osman Bey ou Othmane Bey (arabe : أبو النور عثمان باي), né le 27 mai 1763 et mort dans la nuit du 20 au 21 décembre 1814 à Tunis, est bey de Tunis de la dynastie des Husseinites durant l'automne 1814.

## Biographie
Proclamé bey à la mort de son demi-frère Hammouda Pacha, — dont on soupçonne qu'il fut empoisonné —, le 15 septembre 1814, il ne règne que durant trois mois. Il est en effet tué dans son lit par son cousin Sidi Mahmoud Flassen qui avait été écarté de la succession par son oncle Ali II Bey et qui monte alors sur le trône. Les deux fils aînés d'Osman sont décapités le lendemain à La Goulette.
Il est enterré au mausolée du Tourbet El Bey situé dans la médina de Tunis.